# JO1 HOUSE
『JO1 HOUSE』（ジェイオーワン ハウス）は、GYAO!で配信されたJO1のバラエティ番組である。

## 概要
2020年1月31日、『JO1の新番組（仮）※タイトルは自分たちで考えます！』でGYAO!にてJO1初の冠番組が配信することが発表。タイトルは『JO1 HOUSE』となった。番組ロゴは佐藤景瑚が担当。2020年2月20日から3月26日までseason1、同年7月30日から10月8日までseason2、2021年4月29日から6月24日までseason3が放送された。
JO1デビュー3周年を記念し、2023年3月5日よりYouTubeにて3シーズン全話公開された。

## 出演者
- JO1

シーズン1
- 市川邦雄 - #1 豆原の公約実行にて登場。「足柄修験の会」代表。
- 吉川美代子 - #5「芸能界で生き抜くための講座」特別講師
- 山田宏巳 - #5 河野の公約実行にて登場。シェフ。
- 金田哲 (はんにゃ) - MC

シーズン2
- ROLAND - #1、2、3「芸能界で生き抜くための講座」特別講師[2]
- ゆりやんレトリィバァ - #6、7、8「芸能界で生き抜くための講座」特別講師[3]
- 金田哲 (はんにゃ) - MC

シーズン3
- 大塚眞 - #2、3 ミスター枕投げ[4]
- 鈴木正人、山野辺光高 - #3 枕投げ日本代表最強ドリームチーム[5]
- KASUYA、TO-MA、TAKAO、K-SK (FLY DIGGERZ) - #5[6]
- 杉山弘之、杉山輝行 (杉山ブラザーズ) - #6 シャボン玉アーティスト[7]
- 金田哲 (はんにゃ) - MC

## 放送内容

### シーズン1
『PRODUCE 101 JAPAN』終了後、JO1結成からデビューシングル『PROTOSTAR』リリースまでの約2ヵ月の密着ドキュメンタリー。PRODUCE 101 JAPANで発表したデビュー公約を実施。
- 2020年2月20日 #0 番組タイトルを決定。30秒クエスチョン。
- 2020年2月27日 #1 デビュー曲『無限大』レコーディング、MV撮影、ジャケット写真撮影、Y!mobile CM撮影、ルイ・ヴィトンレセプションパーティーに密着。
- 2020年3月5日　#2 1stファンミーティング(横浜公演)に密着。デビュー公約実行 (豆原一成)
- 2020年3月12日 #3 ABCマート×NIKE CM撮影、雑誌撮影、グッズ写真撮影に密着。デビュー公約実行 (川尻蓮)
- 2020年3月19日 #4 1stファンミーティング(大阪公演)に密着。ファンミーティングにて行われたデビュー公約実行(川西拓実・鶴房汐恩)
- 2020年3月26日 #5 「JO1 museum」訪問に密着。吉川美代子による話し方講座。デビュー公約実行(河野純喜・金城碧海)

番組コーナー
- デビュー公約実行 (大平祥生・木全翔也) 腹筋チェック

### シーズン2
2ndシングル『STARGAZER』制作の密着ドキュメンタリーの他、JO1のメンバーがグローバルボーイズグループとしてはばたくために様々なことを学び、挑戦する。
- 2020年7月30日 #0
- 2020年8月6日　#1 ジャケット写真撮影、レコーディングに密着。S4(大平・鶴房・木全・金城)が動物園飼育係に挑戦①。ROLANDによる芸能界で生き抜くための講座[10]。
- 2020年8月13日 #2 ルイ・ヴィトン渋谷メンズ店訪問に密着。ROLANDによる自己プロデュース術講座。S4(大平・鶴房・木全・金城)が動物園飼育係に挑戦②[11]。
- 2020年8月20日 #3 手作りブレスレット作成に挑戦。ROLANDによる特別講座「最高難度 3秒フレーズをマスターせよ!」。デビュー公約実行(佐藤景瑚)[12]。
- 2020年8月27日 #4 『OH-EH-OH』MV撮影密着(前半)。川尻が肝試しに挑戦[13]。
- 2020年9月3日　#5 『OH-EH-OH』MV撮影密着(後半)。白岩と豆原が肝試しに挑戦[14]。
- 2020年9月10日 #6 雑誌取材現場に密着。スイパラを食い尽くせ!!(前半)。ゆりやんレトリィバァによる芸能界で生き抜くための講座[15]。
- 2020年9月17日 #7 TGCのステージ裏側に密着。スイパラを食い尽くせ!!(後半)。ゆりやんレトリィバァによるむちゃぶり講座「様々なシチュエーションでウインク」[16]。
- 2020年9月24日 #8 パフォーマンス映像撮影現場に密着。ゆりやんレトリィバァによるむちゃぶり講座「シチュエーションで変わるI LOVE YOU」。JO1のちょっと遅めの夏休み!!①ラフティング[17]。
- 2020年10月1日 #9 イヴ・サンローランのイベントに密着。JO1のちょっと遅めの夏休み!!②バンジージャンプ[18]。
- 2020年10月8日 #10 YouTubeライブの舞台裏に密着。JO1のちょっと遅めの夏休み!!③バーベキュー＆キャンプファイアー[19]。

番組コーナー
- 純豆腐兄弟のテンションMAX - 河野純喜と豆原一成の二人によるコーナー
- ファッションファンタジスタ景瑚のコスプレ七変化 - 佐藤が様々なコスプレに挑戦するコーナー
- SHO's MUSCLE KITCHEN - 與那城が自分のマッスル料理を実践するコーナー

JO1デビュー1周年！メンバーが選ぶJO1 HOUSE名場面！！
- JO1デビュー1周年を記念して2021年3月4日より配信。シーズン1から2までメンバー各々がJO1 HOUSEで最も印象に残っている場面を発表[20]。

### シーズン3
テーマは「部活」で、メンバーが今本当にやってみたいことや学んでみたいことに部活動として取り組む。ロケの様子をスタジオから見守る。
- 2021年4月29日 #0
- 2021年5月6日　#1 「リバー部」川・川・河トリオ(川尻・川西・河野)がスカイツリーを目指して川上りに挑戦＆パワースポットやスイーツを満喫[22]。
- 2021年5月13日 #2 「枕投げ部」(豆原・大平・鶴房・白岩・佐藤・木全・金城・與那城) が全国大会選抜に挑む[23]。
- 2021年5月20日 #3 「枕投げ部」後半戦・日本代表最強ドリームチームと枕投げ対決[24]。スタジオにて11人でゲーム企画に挑戦。
- 2021年5月27日 #4 「美容部」(大平・鶴房・木全)が美容を学ぶ[25]。
- 2021年6月3日　#5 「と部」(金城・豆原・川尻・川西・白岩・佐藤・河野・與那城)がダブルダッチに挑戦[26]。
- 2021年6月10日 #6 「できたらいいな部」(川西・豆原・川尻・白岩・佐藤・河野・金城・與那城)が巨大シャボン玉の中に入りたいという夢を叶える[27]。
- 2021年6月17日 #7　11人で修学旅行(前編)。体を動かし東京を満喫チーム (豆原・川西・鶴房・佐藤・金城・與那城)は運動能力No1を決める対決を、頭を使って社会を体験チーム(川尻・大平・白岩・木全・河野)はキッザニア東京で消防士と救命士を体験[28]。
- 2021年6月24日 #8　11人で修学旅行(後編)。キッザニア東京にて河野は商社マン、川尻・大平・白岩・木全は裁判所で裁判を体験[29]。11人全員でBBQランチ、食材をかけて歩数計ダンスバトルを実施。

番組コーナー
- お家で遊ぼう！HOUSE GAME

## ロケ地
シーズン1
- ルイ・ヴィトン メゾン 大阪御堂筋店（大阪府大阪市）#1
- 夕日の滝（神奈川県南足柄市）#1
- パシフィコ横浜 国立大ホール（神奈川県横浜市）#2
- オリックス劇場（大阪府大阪市）#4
- テストキッチンエイチ（東京都港区南青山）#5

シーズン2
- 富津竹岡学校スタジオ（千葉県富津市）#1
- 東武動物公園（埼玉県南埼玉郡宮代町）#1、2
- ルイ・ヴィトン渋谷メンズ店（東京都渋谷区）#2
- JAM HOME MADE（東京都渋谷区）#3
- 八潮市廃病院スタジオ（埼玉県八潮市八條）#3
- なかみアウトドア・ログ＆オートキャンプ場（群馬県利根郡みなかみ町）[30]#8、9、10
- 利根川（群馬県利根郡みなかみ町）[30]#8
- みなかみフルーツランド モギトーレ（群馬県利根郡みなかみ町）[31]
- 猿ヶ京バンジー（群馬県利根郡みなかみ町）#9
- たくみの里（群馬県利根郡みなかみ町）#10

シーズン3
- Mioカヤックアドベンチャーズ（東京都目黒区緑が丘）#1
- 東京ウォータータクシー（東京都港区海岸）#1
- 亀戸天神社（東京都江東区亀戸）#1
- 船橋屋（東京都江東区亀戸）#1
- 駄菓子とおかしのみせ エワタリ（東京都墨田区錦糸）#1
- 伊豆高原インドアテニスリゾート ロブィング（静岡県伊東市）#2、3
- 伊東温泉（静岡県伊東市） #2、3
- 自由が丘クリニックビューティーテラス（東京都目黒区）#4
- 美容鍼灸サロン麻布ハリーク（東京都港区）#4
- さつま骨格矯正（東京都渋谷区）#4
- 吉本興業東京本部（東京都新宿区）#5
- トンデミ平和島店（東京都大田区平和島）#7[32]
- キッザニア東京（東京都江東区豊洲）#7、8

## スタッフ
シーズン1
- 総合演出 : 長久弦
- 構成 : 古賀文恵、宮下勇二
- 音効 : 渡邉健太郎
- 編集 : 村松千宏
- MA : 岡村奈央
- ディレクター : 本橋宏之、長嶺望、森田幸子、伊藤雄太
- プロデューサー : 増田潤則、松本春樹
- 制作協力 : Gee
- 制作 : 吉本興業
- 製作著作：LAPONEエンタテインメント

シーズン2
- 総合演出 : 長久弦
- 構成 : 古賀文恵、宮下勇二
- 制作協力 : Gee
- 制作 : 吉本興業
- 製作著作：LAPONEエンタテインメント

シーズン3
- 総合演出 : 長久弦
- 構成 : 古賀文恵、宮下勇二
- 美術プロデューサー : 矢野雄一郎
- CAM : 小田裕貴
- 音声 : 伊藤裕二
- 照明 : 宗像徹馬、奥山大介
- 音効 : 矢部公英
- 編集 : 村松千宏
- MA : 岡村奈央
- 営業 : 三上公一
- AD: 笹本亜澄香、森本悠暉、髙瀬瑞乃、壽浦陽菜、
- AP : 高橋くれあ
- ディレクター : 本橋宏之、高山和大、伊藤雄太
- プロデューサー : 増田潤則、松本春樹、長嶺望
- 制作協力 : Gee
- 制作 : 吉本興業
- 製作著作：LAPONEエンタテインメント